# Бертхолд II (Нида)
Бертхолд II фон Нида (на немски: Berthold II von Nidda; † пр. 1205) от род Малсбург е от 1162 до ок. 1205 г. граф на Нида.
Той последва граф Бертхолд I фон Нида (1110 – 1162), който вероятно е негов баща. Той е тесен привърженик на император Фридрих Барбароса.
С него умират по мъжка линия графовете на Нида от род Малсбург. През 1205 г. го наследява племенникът му Лудвиг I фон Цигенхайн (1167 – 1227), син на сестра му Мехтхилд и граф Рудолф II фон Цигенхайн.